# 索马里革命社会主义党
索马里革命社会主义党（羅馬化：al-Ḥizb al-ishtirākī at-thawrī as-ṣūmālī）是索马里历史上的一个政党。1976年6月26日，时任索马里总统穆罕默德·西亚德·巴雷建立该党，自任总书记，并解散最高革命委员会，由该党领导全国事务。1981年，该党加入非洲社会党国际。1990年5月，索马里开始实行多党制；1991年1月26日，巴雷政权被索马里联合大会推翻，该党随之瓦解。
该党的纲领规定，该党是索马里劳动人民和其他一切进步力量的先锋队，是以科学社会主义思想武装起来的。任务是建立一个以社会主义、平等、团结和进步为基础的社会。对内主张维护民族独立和国家主权，反对部族主义和地方主义，实行社会保险、免费医疗和义务教育。对外奉行中立和不结盟政策。
该党存续期间，一直是索马里民主共和国的执政党。它的最高领导机构是全国代表大会，每五年召开一次，选举产生中央委员会和中央检查委员会，基层组织按地区生产原则建立。该党的党报是《通讯报》，党刊为《斗争》月刊。